# قلب سلیم
قلب سلیم اصطلاحی فقهی است که به قلبی اشاره دارد که عاری از هر نوع انحراف اخلاقی و بیماری باشد. قرآن، قلب سلیم را تنها سرمایه نجات روز قیامت می‌داند، چنان‌که در سوره شعراء آمده‌است: روزی که نه مال سود می‌دهد و نه فرزندان، مگر آن‌کس که با قلبی رسته از شرک نزد خدا بیاید. توسط مفسران قرآن، تفسیرهای زیادی برای «قلب سلیم» بیان شده‌است که هر کدام به یکی از ابعاد این موضوع اشاره دارد: - قلب سلیم، قلبی است که از شرک پاک باشد؛ قلبی است که خالص از کینه، نفاق و معاصی باشد؛ قلبی است که از عشق دنیا تهی باشد؛ چراکه حب دنیا سرچشمه همه خطاهاست؛ قلبی که جز خدا در آن نباشد. چنان‌که بیان شد، «سلیم» از ماده «سلامت» گرفته شده و وقتی سلامت به‌طور مطلق مطرح می‌گردد، سلامتی از هر نوع بیماری اخلاقی و اعتقادی را شامل می‌شود. پس صاحب قلب سلیم در این دنیا، قلبش از امور غیرخدایی خالی است؛ زیرا اموری چون هوای نفس، قدرت‌طلبی، زیاده‌خواهی، ناهنجاری‌های اخلاقی و … با قلب سلیم هیچ‌گونه تناسبی ندارند. در روایات اسلامی هم از قلب سلیم، بسیار یاد شده‌است.

## ریشهٔ لغت
واژه سلیم از «سلم» و «سلامت» به معنی دور بودن از آفات ظاهری و باطنی است. از نظر راغب اصفهانی، قلب سلیم یکی از اصطلاحات با محتوا و بسیار زیبای موجود در قرآن است.

## خصوصیات
قلب سلیم که از دنیادوستی خالی است. علایق شدید مادی و دنیاپرستی، انسان را به هر گناهی می‌کشاند؛ زیرا «دوستی دنیا، سرچشمه همه گناهان است». پس قلبی که از حب دنیا خالی باشد، قلب سلیم است. در حدیثی از امام ششم شیعیان آمده‌است که «این قلبی است که از دوستی دنیا در امان مانده باشد.»
در قلب سلیم چیزی جز خدا نیست. قلبی است که جز خدا در آن نباشد؛ چنان‌که باز امام ششم جعفر صادق فرموده: قلب سلیم، قلبی است که خدا را ملاقات کند درحالی‌که بجز او در آن نباشد. پس منظور از قلب در اینگونه موارد، روح و جان آدمی است. در روایات اسلامی دربارهٔ قلب و سلامت آن و آفاتی که بر آن وارد می‌شود و راه مبارزه با این آفات، مطالب زیادی آمده‌است.